# Grisin de Cayenne
Formicivora grisea
Espèce
Statut de conservation UICN

 LC  : Préoccupation mineure
Le Grisin de Cayenne (Formicivora grisea) est une espèce de passereaux de la famille des Thamnophilidae.

## Répartition
Cet oiseau se rencontre en Bolivie, au Brésil, en Colombie, au Guyana, en Guyane et au Suriname.

## Liste des sous-espèces
Selon la classification de référence du Congrès ornithologique international (9 avril 2024) :
- Formicivora grisea grisea (Boddaert, 1783) — plateau des Guyanes et Est du Brésil
- Formicivora grisea rufiventris Carriker, 1936 — Est de la Colombie et Sud du Venezuela

## Classification
Le nom valide complet (avec auteur) de ce taxon est Formicivora grisea (Boddaert, 1783).
L'espèce a été initialement classée dans le genre Turdus sous le protonyme Turdus griseus Boddaert, 1783,.
Ce taxon porte en français le nom vernaculaire ou normalisé suivant : Grisin de Cayenne,.
Formicivora grisea a pour synonyme :
- Turdus griseus Boddaert, 1783

## Publication originale
- Boddaert, Table des planches enluminéez d'histoire naturelle de M. D'Aubenton : avec les denominations de M.M. de Buffon, Brisson, Edwards, Linnaeus et Latham, precedé d'une notice des principaux ouvrages zoologiques enluminés, Utrecht, 1783, 58 p. (lire en ligne), p. 39 (n°643).